# Terapia de partículas
La terapia de partículas es una forma de radioterapia de haz externo que utiliza haces de neutrones energéticos, protones u otros iones positivos más pesados para el tratamiento del cáncer. El tipo más común de terapia de partículas a partir de agosto de 2021 es la protonterapia.
La terapia de partículas también se conoce más técnicamente como terapia de hadrones, excluyendo la terapia de fotones y electrones. La terapia de captura de neutrones, que depende de una reacción nuclear secundaria, tampoco se considera aquí. También se ha intentado la terapia con muones, un tipo raro de terapia con partículas que no se encuentra dentro de las categorías anteriores.
A diferencia de los rayos X (haces de fotones) utilizados en la radioterapia más antigua, los haces de partículas exhiben un pico de Bragg en la pérdida de energía a través del cuerpo, entregando su dosis máxima de radiación en el tumor o cerca del mismo y minimizando el daño a los tejidos normales circundantes.

## Método

A diferencia de los electrones o los rayos X, la dosis de protones al tejido es máxima justo en los últimos milímetros del rango de la partícula.

La terapia de partículas funciona apuntando partículas ionizantes energéticas al tumor objetivo. Estas partículas dañan el ADN de las células de los tejidos y, en última instancia, provocan su muerte. Debido a su capacidad reducida para reparar el ADN, las células cancerosas son particularmente vulnerables a dicho daño.
La figura muestra cómo haces de electrones, rayos X o protones de diferentes energías (expresadas en MeV) penetran en el tejido humano. Los electrones tienen un rango corto y, por lo tanto, solo son de interés cerca de la piel. Los rayos X de Bremsstrahlung penetran más profundamente, pero la dosis absorbida por el tejido muestra entonces la típica decaimiento exponencial a medida que aumenta el espesor. Para protones e iones más pesados, en cambio, la dosis aumenta mientras la partícula penetra en el tejido y pierde energía continuamente. Por lo tanto, la dosis aumenta al aumentar el espesor hasta el pico de Bragg que se produce cerca del final del rango de la partícula. Más allá del pico de Bragg, la dosis cae a cero (para protones) o casi cero (para iones más pesados).
La ventaja de este perfil de deposición de energía es que se deposita menos energía en el tejido sano que rodea al tejido objetivo. Esto permite la prescripción de dosis más altas para el tumor, lo que teóricamente conduce a una tasa de control local más alta, además de lograr una tasa de toxicidad baja.
Los iones se aceleran primero por medio de un ciclotrón o sincrotrón. La energía final del haz de partículas emergente define la profundidad de penetración y, por lo tanto, la ubicación de la deposición de máxima energía. Dado que es fácil desviar el haz por medio de electroimanes en una dirección transversal, es posible emplear un método de escaneo de trama, es decir, escanear el área objetivo rápidamente como el haz de electrones escanea un tubo de TV. Si, además, se varía la energía del haz y, por lo tanto, la profundidad de penetración, se puede cubrir un volumen objetivo completo en tres dimensiones, proporcionando una irradiación que sigue exactamente la forma del tumor. Esta es una de las grandes ventajas frente a la radioterapia convencional.
A finales de 2008, 28 instalaciones de tratamiento estaban en funcionamiento en todo el mundo y más de 70.000 pacientes habían sido tratados mediante piones, protones e iones más pesados. La mayor parte de esta terapia se ha realizado utilizando protones.
A fines de 2013, 105 000 pacientes habían sido tratados con haces de protones y aproximadamente 13 000 pacientes habían recibido terapia con iones de carbono.
A partir del 1 de abril de 2015, existen 49 instalaciones en el mundo para la terapia con haces de protones, incluidas 14 en los EE. UU. con otras 29 instalaciones en construcción. Para la terapia de iones de carbono, hay ocho centros en funcionamiento y cuatro en construcción. Existen centros de terapia de iones de carbono en Japón, Alemania, Italia y China. Dos agencias federales de EE. UU. esperan estimular el establecimiento de al menos un centro de terapia de iones pesados en EE. UU.

## Terapia de protones
La terapia de protones es un tipo de terapia de partículas que utiliza un haz de protones para irradiar tejido enfermo, con mayor frecuencia para tratar el cáncer. La principal ventaja de la terapia de protones sobre otros tipos de radioterapia de haz externo (p. ej., radioterapia o fototerapia) es que la dosis de protones se deposita en un rango estrecho de profundidad, lo que da como resultado una dosis mínima de entrada, salida o radiación dispersa. a los tejidos cercanos sanos.

## Terapia de neutrones rápidos
La terapia de neutrones rápidos utiliza neutrones de alta energía típicamente entre 50 y 70 MeV para tratar el cáncer. La mayoría de los haces de terapia de neutrones rápidos son producidos por reactores, ciclotrones (d+Be) y aceleradores lineales. La terapia de neutrones está actualmente disponible en Alemania, Rusia, Sudáfrica y los Estados Unidos. En los Estados Unidos, tres centros de tratamiento están operativos en Seattle, Washington, Detroit, Michigan y Batavia, Illinois. Los centros de Detroit y Seattle utilizan un ciclotrón que produce un haz de protones que incide sobre un objetivo de berilio; el centro de Batavia en Fermilab utiliza un acelerador lineal de protones.

## Radioterapia con iones de carbono
La terapia de iones de carbono (C-ion RT) utiliza partículas más masivas que los protones o los neutrones. La radioterapia con iones de carbono ha captado cada vez más la atención científica a medida que las opciones tecnológicas de administración han mejorado y los estudios clínicos han demostrado sus ventajas en el tratamiento de muchos tipos de cáncer, como el cáncer de próstata, cabeza y cuello, pulmón e hígado, sarcomas de huesos y tejidos blandos, cáncer de recto localmente recurrente, y cáncer de páncreas, incluida la enfermedad localmente avanzada. También tiene claras ventajas para tratar cánceres hipóxicos y radiorresistentes intratables al mismo tiempo que abre la puerta para un tratamiento sustancialmente hipofraccionado de enfermedades normales y radiosensibles.
A mediados de 2017, más de 15 000 pacientes han sido tratados en todo el mundo en más de 8 centros operativos. Japón ha sido un líder conspicuo en este campo. Hay cinco instalaciones de radioterapia de iones pesados en funcionamiento y existen planes para construir varias instalaciones más en un futuro próximo. En Alemania, este tipo de tratamiento está disponible en el Heidelberg Ion-Beam Therapy Center (HIT) y en el Marburg Ion-Beam Therapy Center (MIT). En Italia, el Centro Nacional de Hadronterapia Oncológica (CNAO) proporciona este tratamiento. Austria abrirá un centro CIRT en 2017, y próximamente se abrirán centros en Corea del Sur, Taiwán y China. Ninguna instalación CIRT ahora opera en los Estados Unidos, pero varias se encuentran en varios estados de desarrollo.

## Ventajas biológicas de la radioterapia con iones pesados
Desde el punto de vista de la biología de la radiación, existe una justificación considerable para apoyar el uso de haces de iones pesados en el tratamiento de pacientes con cáncer. Todas las terapias con haces de protones y otros iones pesados exhiben un pico de Bragg definido en el cuerpo, por lo que administran su dosis letal máxima en el tumor o cerca de él. Esto minimiza la radiación dañina a los tejidos normales circundantes. Sin embargo, los iones de carbono son más pesados que los protones y, por lo tanto, proporcionan una mayor eficacia biológica relativa (RBE), que aumenta con la profundidad para alcanzar el máximo al final del alcance del haz. Por lo tanto, la RBE de un haz de iones de carbono aumenta a medida que los iones avanzan más profundamente en la región del tumor. CIRT proporciona la mayor transferencia de energía lineal (LET) de cualquier forma de radiación clínica actualmente disponible. Esta entrega de alta energía al tumor da como resultado muchas roturas de ADN de doble cadena que son muy difíciles de reparar para el tumor. La radiación convencional produce principalmente roturas de ADN de cadena sencilla que pueden permitir que muchas de las células tumorales sobrevivan. La mayor mortalidad celular absoluta producida por CIRT también puede proporcionar una firma de antígeno más clara para estimular el sistema inmunológico del paciente.

## Terapia de partículas de objetivos en movimiento
La precisión de la terapia con partículas de tumores situados en el tórax y la región abdominal se ve fuertemente afectada por el movimiento del objetivo. La mitigación de su influencia negativa requiere técnicas avanzadas de monitoreo de la posición del tumor (p. ej., imágenes fluoroscópicas de marcadores fiduciales radiopacos implantados o detección electromagnética de transpondedores insertados) e irradiación (gating, rescanning, gated rescanning y rastreación del tumor).